# Frieder Löhrer

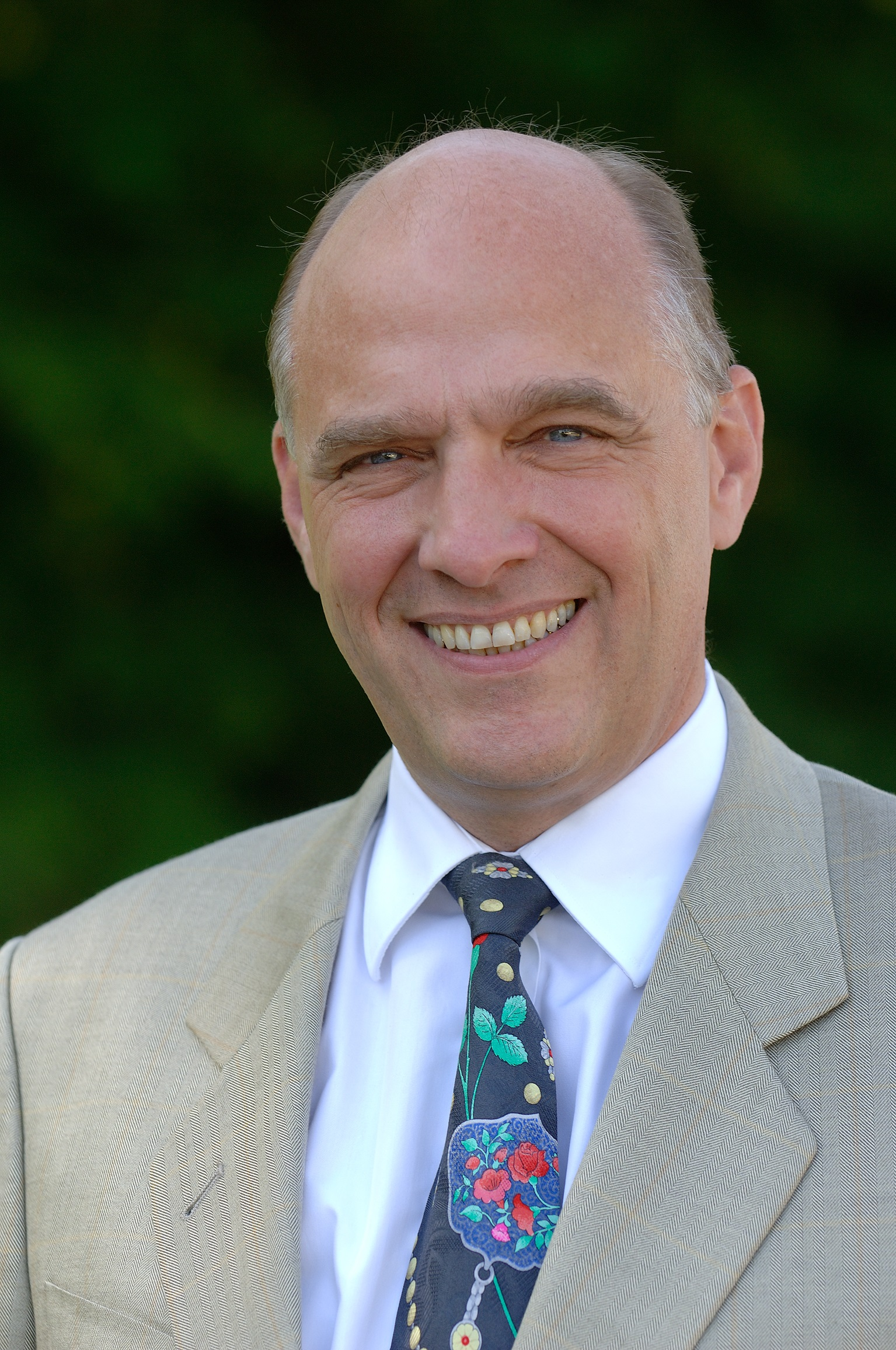
Frieder Löhrer (2006)

Frieder C. Löhrer (* 6. Januar 1956 in Aachen) ist ein deutscher Ingenieur, Musiker, Fernwanderer, Autor, und ehemaliger Industriemanager.

## Leben
Frieder Löhrer wuchs in Aachen in einem musischen Elternhaus auf und besuchte dort das Gymnasium. Während seiner Schulzeit sang er im Aachener Domchor und erlernte Flöte, Klavier, Cello und Orgel. Daneben studierte er das Fach Komposition an der Hochschule für Musik und Tanz Köln. Seine Kompositionen wurden in Aachen öffentlich aufgeführt.
Er leistete seinen Zivildienst als Hilfskraft in einer psychiatrischen Einrichtung ab.
An der RWTH Aachen studierte er Maschinenbau. Während seines Studiums trat er dem Corps Saxo-Montania zu Freiberg und Dresden in Aachen bei. Nach dem Abschluss des Studiums hatte er erste berufliche Stellungen ab 1981 bei Thyssen und ab 1985 bei der Wacker Chemie. 1986 wechselte er zum österreichischen Lichthersteller Zumtobel nach Dornbirn/Österreich. Löhrer baute den US-Markt auf und etablierte in wenigen Monaten einen Fertigungsbetrieb in den Vereinigten Staaten. Ab 1988 leitete er für drei Jahre das Zumtobel-Geschäft in den USA mit Dienstsitz in New York. Berufsbegleitend absolvierte er gleichzeitig das Studium zum Master of Business Administration (MBA) an der Henley Business School in Reading/England.
Weitere Stationen führten ihn zur später insolventen ProLaser AG, der später insolventen WECO Optik-Maschinen Wernicke & Co. GmbH, und zum Brillenhersteller Rodenstock in München. Bei Rodenstock war Löhrer ab 1998 als Geschäftsführer der technisch-optischen Tochtergesellschaften Weco GmbH, Düsseldorf, und Rodenstock Instrumente GmbH, München tätig. Im Jahr 2002 berief ihn Rodenstock zum weltweiten Verkaufsleiter. Löhrer verantwortete 14 eigenständige Ländergesellschaften in Europa und den USA sowie die Rodenstock Marken Optovision (Brillengläser) und Nigura (Brillenfassungen). Zum 1. Juli 2004 trat Löhrer in den Vorstand des Design-Möbelherstellers Rolf Benz in Nagold ein.
Von April 2008 bis Juli 2010 war Frieder Löhrer Vorstandsvorsitzender oder CEO des im SDAX notierten Fernseherherstellers Loewe AG. Grund für seinen Rückzug von der Loewe AG dürfte ein Verlust von 4,9 Millionen Euro im zweiten Quartal 2010 sein. Von 2011 bis 2012 war Löhrer Mitglied des Vorstandes der Stremler AG, Lindau, einem Beratungsunternehmen, spezialisiert auf Logistik und Liefersysteme (Supply-Chain-Engineering) und war dort als Projektmanager mit dem Schwerpunkt auf Marken- und Distributionsunternehmen tätig. Seit März 2015 ist Löhrer strategischer Investor und Mitglied des Beirats der neugegründeten Paschen GmbH, Wadersloh, dem Marktführer bei individuell gestalteten Bibliotheken.
Seit 2010 ist Löhrer Aufsichtsratsvorsitzender der Lens AG, Leipzig, die Unternehmens- und Prozessanalysen insbesondere für mittelständische Maschinenbau-Unternehmen einschließlich Interimsmanagement, Coaching und Projektmanagement anbietet. Ein Aufsichtsratsmandat besitzt Löhrer auch bei der Quants Vermögensmanagement AG, Nürnberg.
Frieder Löhrer ist Alter Herr und ehrenamtlich im Dachverband seiner Corps tätig. So war er von Anfang 2007 bis Ende 2009 Erster Vorsitzender des Vorstandes des Weinheimer Verbandes Alter Corpsstudenten. Nach der Wiedervereinigung wurde er auch Alter Herr des 1992 rekonstituierten Corps Saxo-Borussia Freiberg.
Politisch engagiert sich Löhrer in der FDP, für die er bei der Landtagswahl in Nordrhein-Westfalen 2017 im Wahlkreis Dortmund II kandidierte und 7,9 % der Erststimmen erreichte.

## Weblink
- Website

| Personendaten    | Personendaten                            |
| ---------------- | ---------------------------------------- |
| NAME             | Löhrer, Frieder                          |
| ALTERNATIVNAMEN  | Löhrer, Frieder C.                       |
| KURZBESCHREIBUNG | deutscher Ingenieur und Industriemanager |
| GEBURTSDATUM     | 6. Januar 1956                           |
| GEBURTSORT       | Aachen                                   |